# Túrin Turambar
Túrin Turambar er i J. R. R. Tolkien's historier et menneske fra Dor-lómin, der blev en tragisk helt eller antihelt i den første alder. Man sagde at han var det kønneste menneske der havde levet. Man sagde også, at han var den største kriger på sin tid, selv om hans far Húrin også til tider fik denne ære.
1. ↑  Navnet er anført på svensk og stammer fra Wikidata hvor navnet endnu ikke findes på dansk.